# Душан Кекеті (політик)
Душан Кекеті (словац. Dušan Keketi; 29 серпня 1975, Трнава) — словацький менеджер, з січня 2024 року по березень 2025 року обыймав посаду міністра туризму і спорту в уряді Роберта Фіцо.

## Біографія
Народився у Трнаві в родині воротаря «Спартака» Душана Кекеті.
У 1981—1988 навчався в початковій школі в Трнаві та Клагенфурті.
У 1988—1993 роках закінчив гімназію імені Яна Голого у Трнаві.
У 1993—1998 роках закінчив факультет комерції та маркетингу зі спеціалізацією в галузі зовнішньої торгівлі Економічний університет в Братиславі
.
З 1999 по 2015 рік працював менеджером у кількох комерційних та фінансових компаніях (Škoda Auto Slovakia, CAC Leasing Slovakia, UniCredit Leasing CZ).
У 2016—2018 роках був головою правління банку та генеральним директором Ексімбанку Словакії.
У 2018—2020 роках — зовнішнім радником президента Samsung Electronics Slovakia з урядових питань.
З 2020 року обіймає посаду голови ради директорів та виконавчого директора аеропорту Сляч.
У 2020 році він стане членом, а у 2021 році — головою правління аеропорту ім. М. Р. Штефаніка в Братиславі.
26 січня 2024 року Президент Словацької Республіки Зузана Чапутова призначила Душана міністром новоствореного Міністерства туризму і спорту Словацької Республіки, куди він був висунутий партією SNS. Кілька днів він виконував обов'язки міністра без портфеля, оскільки міністерство було створено лише 1 лютого 2024 року.